# Pinarnegrillo
Pinarnegrillo – gmina w Hiszpanii, w prowincji Segowia, w Kastylii i León, o powierzchni 19,52 km². W 2011 roku gmina liczyła 130 mieszkańców.